# De Vier Winden (Monster)
De Vier Winden is de naam van een ronde stenen stellingkorenmolen in het Zuid-Hollandse Monster.
De huidige korenmolen is gebouwd in 1882, ter vervanging van een afgebrande houten molen. Al in 1311 werd melding gemaakt van een molen op deze locatie. In de jaren 20 van de 20e eeuw ontstond een woonwijk rond De Vier Winden, die de windvang belemmerde, tot ongenoegen van de molenaar die zich daarover bij de gemeente beklaagde, echter zonder succes. De molen werd daarop verkocht en is tot 1957 in gebruik gebleven waarna de molen aan de toenmalige gemeente Monster werd verkocht. Na enkele restauraties is de molen sinds 1983 op vrijwillige basis in gebruik. De meest recente restauratie dateert van 2007. In De Vier Winden zijn drie koppels maalstenen aanwezig, waarvan een is uitgerust met zogenaamde "blauwe" stenen; de overige met kunststenen.

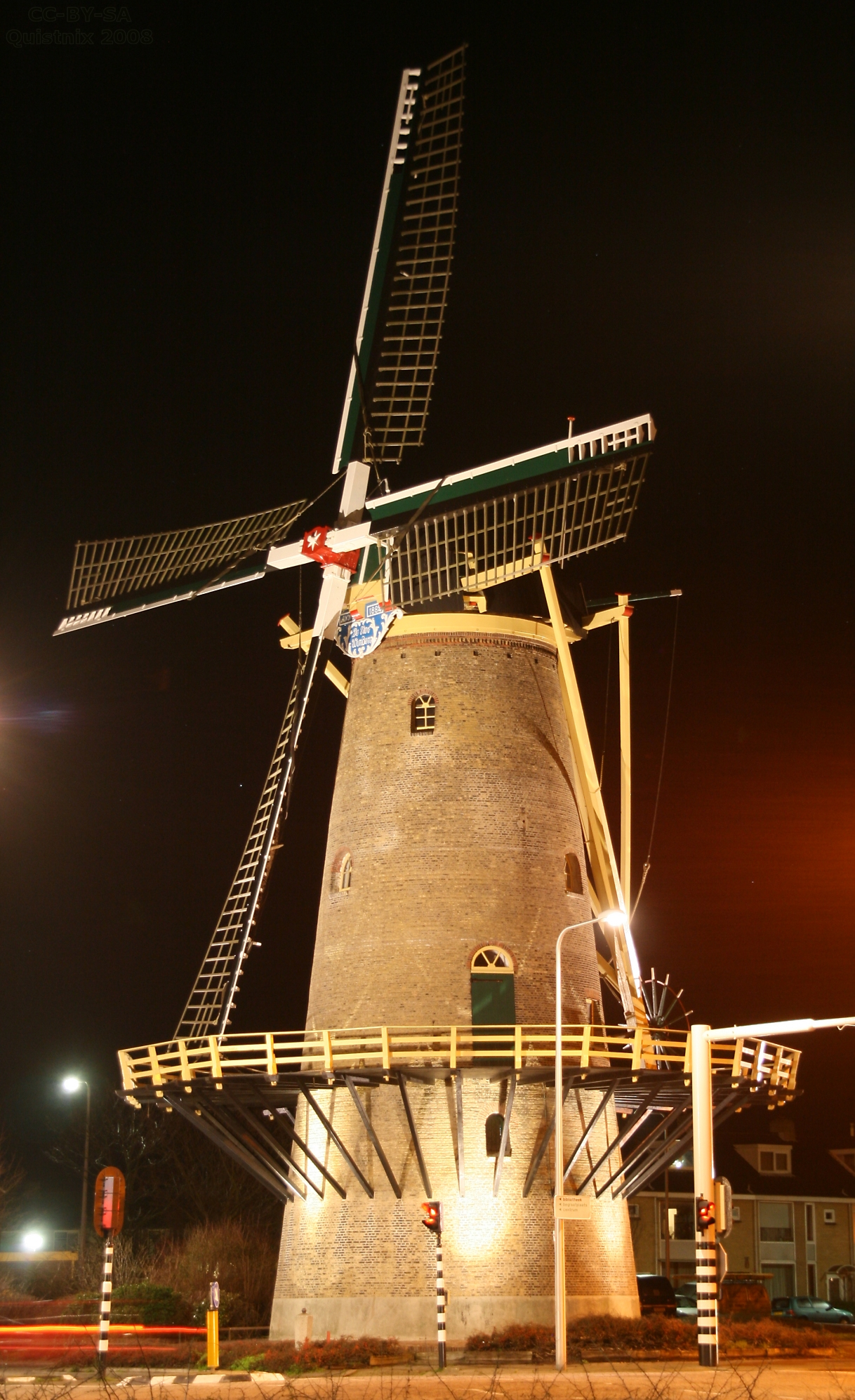
De Vier Winden bij avond